# باغ سوری یونگ وون
باغ سوری یونگ وون (انگلیسی:Soryeongwon Garden) (هانگول:소령원) به باغی در شهر پاجو کره جنوبی گفته می شود.این باغ ٣١٢/٧٢٩ متر مربع مساحت دارد.آرامگاه همسر سوک از قبیله چو، بانو سوک بین در آن قرار دارد. این آرامگاه به شماره ٣۵٨ ثبت شده است.